# Mauzac

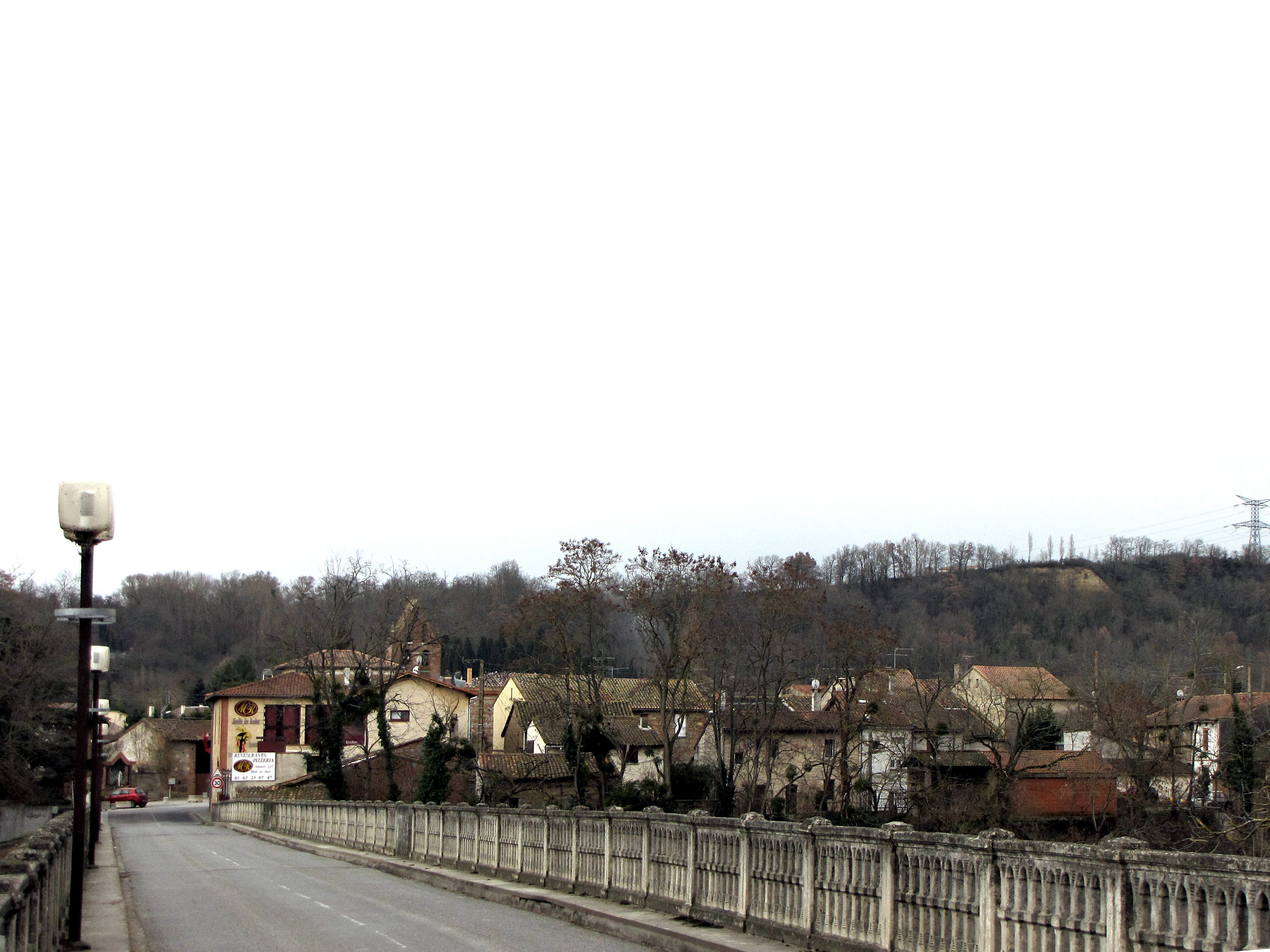
Mauzac

Mauzac – miejscowość i gmina we Francji, w regionie Oksytania, w departamencie Górna Garonna.
Według danych na rok 1990 gminę zamieszkiwały 562 osoby, a gęstość zaludnienia wynosiła 61 osób/km² (wśród 3020 gmin regionu Midi-Pyrénées Mauzac plasuje się na 543. miejscu pod względem liczby ludności, natomiast pod względem powierzchni na miejscu 1151.).